# Дворец лёгкой атлетики (Гомель)
Дворец лёгкой атлетики «Динамо» — крытое спортивное сооружение в Гомеле.
Современный спортивный комплекс, предназначенный не только для подготовки спортсменов, но и проведения соревнований по различным видам спорта. Приоритетный вид — лёгкая атлетика.
Спортивное сооружение расположено на улице Юбилейная, д.52.

## История
Легкоатлетический манеж в Гомеле был построен в 1981 году. В 1978-м году был дан старт его строительству. Возводили относительно долго, так как для подготовки древесины, её сушки, склеивания и соединения деталей требовалось время. Для целей строительства пригодны только северные сосна и ель. Проект манежа был уникальным для своего времени. Перекрытие манежа выполнялось без каких-либо промежуточных опор. Сооружение стало одним из первых в республике, да и во всём СССР, перекрытых клеедеревянными арками. Применение этих конструкций позволило при строительстве сэкономить 550 тонн стали. Мощная деревянная конструкция была возведена без единого гвоздя.
Разработка проекта осуществлялась группой специалистов института «Гомельгражданпроект» под руководством главного архитектора — В. Саенко, главного инженера — Гутарева, а разработка необходимых деревянных клеёных конструкций под руководством заместителя главного инженера института — Максимовича.
Сооружение открыли в 1981 году не типичным разрезанием ленточки, а проведением первенства Европы по лёгкой атлетике. В нём участвовал будущий шестикратный чемпион мира Сергей Бубка.
Впервые в практике гражданского строительства на территории СССР площадь в 6174 квадратных метров была перекрыта клееными деревянными конструкциями без промежуточных опор пролётом 49 м. Применение этих конструкций позволило при строительстве сэкономить 550 тонн стали. Прямоугольное в плане (126×49 м) здание с пристроенным 1-этажным блоком административных и подсобных помещений.
В 2001 году во дворце стартовал капитальный ремонт, были обследованы несущие конструкции, параллельно готовилась проектно-сметная документация.
Официально реконструкция Дворца легкой атлетики завершилась в 2010 году, когда на беговых дорожках было уложено современное покрытие мондо. Однако соревнования стали проводиться за несколько лет до этого. А в 2007 году учреждение реорганизовали в областной центр олимпийского резерва по легкой атлетике.

## Характеристики
Высота зала более 15 м, объём около 98 тысяч кубических метров.
Обновленный спорткомплекс  включает в себя:
- спортивную с трибунами для зрителей на 1360 мест, покрытие арены- «Mondo»;
- 6 прямых беговых  дорожек длиной по 125 м;
- 4 круговые дорожки по 200 м;
- 2 сектора для прыжков с шестом;
- 2 сектора для прыжков в высоту;
- 2 сектора для прыжков в длину;
- сектор для толкания ядра;
- 2 сектора для метания копья – для зимнего и летнего периода;
- сектор для метания диска;
- тренажерный зал;
- разминочный зал с 3-мя  беговыми дорожками-100 м;
- медико-восстановительный центр;
- сауна с бассейном;
- 3 спортивных зала;
- 2 борцовских зала;
- зал настольного тенниса;
- бильярд;
- раздевалки с душевыми.

## События
- В 1989 году 3–5 февраля во дворце прошёл Чемпионат СССР по лёгкой атлетике в помещении

- 24 мая 2013 года - Концерт Макса Коржа

## Организация
В настоящее время легкоатлетический манеж уже как Дворец лёгкой атлетики является базой для Гомельского областного центра олимпийского резерва по лёгкой атлетике. Центр в свою очередь был образован в 2006 году на месте детско-юношеской спортивной школы. Начиная с середины 2000-х, воспитанники учреждения участвуют вэ всех крупнейших стартах, включая мировые и европейские первенства, Олимпиады. Первую и пока единственную олимпийскую награду среди воспитанников центра завоевал Андрей Кравченко. На пекинской Олимпиаде спортсмен занял второе место в десятиборье. Известная белорусская прыгунья в длину Ольга Сударева становилась серебряным призёром чемпионата Европы-2012, серебряным призёром Всемирных летних военных игр. Сударева является участницей трёх летних Олимпийских игр, мастером спорта международного класса. Екатерина Поплавская также является серебряным призёром чемпионата Европы-2012 в Хельсинки, участницей трёх Олимпиад в беге на 100 м с барьерами.